# La Planée
La Planée – miejscowość i gmina we Francji, w regionie Burgundia-Franche-Comté, w departamencie Doubs.
Według danych na rok 1990 gminę zamieszkiwało 167 osób, a gęstość zaludnienia wynosiła 13 osób/km² (wśród 1786 gmin Franche-Comté La Planée plasuje się na 577. miejscu pod względem liczby ludności, natomiast pod względem powierzchni na miejscu 293.).